# Maple Lake, Minnesota
Maple Lake là một thành phố thuộc quận Wright, tiểu bang Minnesota, Hoa Kỳ. Năm 2010, dân số của thành phố này là 2059 người.

## Dân số
- Dân số năm 2000: 1633 người.
- Dân số năm 2010: 2059 người.